# Bank Street (stade)
 (avril 2025).
Pour les articles homonymes, voir Bank Street.
Bank Street, aussi connu sous le nom de Bank Lane était un stade polyvalent à Manchester, Angleterre. Aujourd’hui, le Vélodrome de Manchester se situe sur ce lieu, tout près de l’Etihad Stadium.

## Histoire
Il a été utilisé principalement pour des matchs de football et a été le deuxième terrain à domicile de Manchester United, après le North Road que le club a quitté en 1893. Le stade pouvait contenir environ 50 000 spectateurs, mais le club a choisi de déménager vers un nouveau stade, Old Trafford, construit par le club, en 1910.

## Galerie

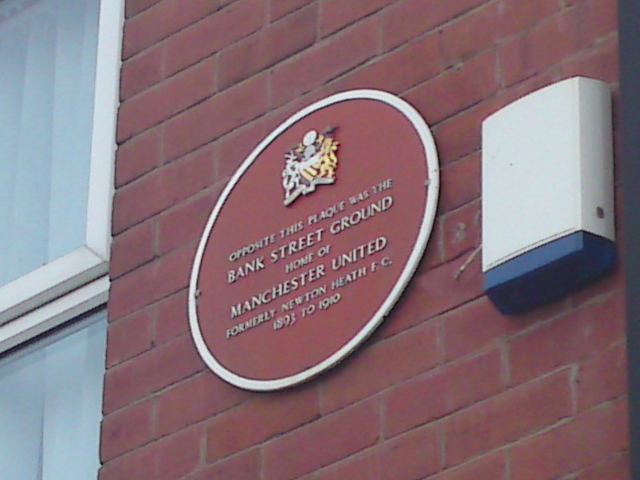
Plaque marquant l'emplacement de l'ancien stade